# Thunderlord
Thunderlord il cui vero nome è Liang Xih-k'ai, è un supereroe immaginario della DC Comics, un Monaco buddhista con poteri di manipolazione vocale.

## Storia
Liang Xih-k'ai, vero nome di Thunderlord, aiutò Black Canary a smantellare una bomba nell'isola di Taiwan. Più in là, assistette i fratelli Thunder e Lightning in Vietnam durante la Crisi sulle Terre infinite. Thunderlord si unì agli altri Guardiani del Globo come pedone controllato mentalmente di Queen Bee. Gli sforzi di controllo mentale furono lunghi e complessi. Come la maggior parte dei Guardiani assistette la Justice League Europe nel sconfiggere una minaccia robotica. Ci fu bisogno di un viaggetto nelle fogne prima che il gruppo potesse distruggerlo. Senza che gli eroi lo sapessero, il robot era controllato da Queen Bee e a lei non importava se avesse ucciso Thunderlord o qualsiasi altro Guardiano, era solo una manovra relazionale pubblica.
Come per il resto delle vittime del controllo mentale, Thunderlord rimase leale a Queen Bee fino all'omicidio di Sumaan Harjavti. Allo stesso tempo, molti membri licenziati di recente della Justice League, Blue Beetle, Capitan Atomo, Elongated Man e Crimson Fox violarono le leggi internazionali per investigare in Byalya. Tutti loro sospettavano che dietro il loro licenziamento e le altre manipolazioni della League ci fosse proprio questa nazione (ed avevano ragione). Il gruppo si confrontò contro i Guardiani e nel fuoco incrociato, la Sirenetta fu uccisa da un'esplosione di Jack O'Lantern. Thunderlord ed il resto dei Guardiani inseguirono la League per tutti i laboratori scientifici di Bee. Lì, fu scoperto il centro del lavaggio del cervello.
Sumaan fece detonare l'intero edificio, uccidendo molte persone innocenti tra cui molti scienziati. Ice salvò quante più vite possibili con uno scudo di ghiaccio. Fallì nel salvataggio di Jack O'Lantern, ma si scoprì più tardi che a morire non fu il supereroe, bensì un impostore che nessuno conosceva.

### Morte
Gli eroi rimasero per il tempo necessario a guarire le ferite riportate, poi ognuno andò per la propria strada. Thunderlord ottenne un lavoro facendo da imitatore di celebrità. Fain Y'onia, un'antica nemica di Dottor Mist, cominciò ad attaccare i membri dei Guardiani del Gruppo uno dopo l'altro. Godiva, Impala e Olympian rimasero feriti. Bushmaster perse la vita durante il suo scontro con lei.
I Guardiani rimanenti si riunirono ancora, attaccando Fain quando attaccò Owlwoman nel deserto dell'Arizona. Gli attacchi energetici di Fain trafissero Thundelord uccidendolo. Dopo la sconfitta di Fain, fu eretta una statua per commemorare Thunderlord, piantata vicino alle statue di altri Guardiani caduti.